# Coppa Italia 1978-1979
La Coppa Italia 1978-1979 fu la 32ª edizione della manifestazione calcistica. Iniziò il 27 agosto 1978 e si concluse il 20 giugno 1979.
Dopo 7 edizioni con lo stesso formato, furono reintrodotti quarti di finale e semifinali in sfide di andata e ritorno al posto del secondo girone eliminatorio.
Il torneo fu vinto dalla Juventus, che si aggiudicò il suo sesto trofeo nazionale battendo i cadetti del Palermo ai tempi supplementari.

## Primo turno

### Girone 1
| Squadra       | P.ti | G | V | N | P | GF | GS | DR |
| ------------- | ---- | - | - | - | - | -- | -- | -- |
| 1. Juventus   | 7    | 4 | 3 | 1 | 0 | 6  | 1  | +5 |
| 2. Fiorentina | 5    | 4 | 1 | 3 | 0 | 4  | 3  | +1 |
| 3. Monza      | 4    | 4 | 2 | 0 | 2 | 5  | 4  | +1 |
| 4. Nocerina   | 2    | 4 | 0 | 2 | 2 | 1  | 4  | -3 |
| 5. Taranto    | 2    | 4 | 0 | 2 | 2 | 1  | 5  | -4 |

| Arbitro: | Falzier (Treviso) |

|           |           |  |
| Silva 49’ | Marcatori |  |

| Arbitro: | D'Elia (Salerno) |

|              |           |              |
| 85’ Selvaggi | Marcatori | Pagliari 18’ |

| Arbitro: | Celli (Trieste) |

|                                  |           |                |
| Amenta 32’ (rig.) Sella 57’, 89’ | Marcatori | 61’, 67’ Penzo |

| Arbitro: | Lapi (Firenze) |

|                          |           |  |
| Cuccureddu 7’ Virdis 17’ | Marcatori |  |

| Firenze 3 settembre 1978, ore 20:45 CEST 3ª giornata | Fiorentina    | 0 – 0 referto | Juventus | Stadio Comunale\| Arbitro: \| Ciulli (Roma) \| |
| Arbitro:                                             | Ciulli (Roma) |               |          |                                                |

| Nocera Inferiore 3 settembre 1978, ore 20:30 CEST 3ª giornata | Nocerina          | 0 – 0 referto | Taranto | Stadio San Francesco d'Assisi\| Arbitro: \| Savalli (Trapani) \| |
| Arbitro:                                                      | Savalli (Trapani) |               |         |                                                                  |

| Arbitro: | Barbaresco (Cormons) |

|  |           |            |
|  | Marcatori | 70’ Virdis |

| Nocera Inferiore 10 settembre 1978, ore 20:30 CEST 4ª giornata | Nocerina        | 0 – 0 referto | Fiorentina | Stadio San Francesco d'Assisi\| Arbitro: \| Lattanzi (Roma) \| |
| Arbitro:                                                       | Lattanzi (Roma) |               |            |                                                                |

| Arbitro: | Benedetti (Roma) |

|                                      |           |             |
| Bettega 12’ Tardelli 54’ Benetti 85’ | Marcatori | 10’ Garlini |

| Arbitro: | Stillacci (Torino) |

|  |           |                             |
|  | Marcatori | 19’ (aut.) Fanti 61’ Scaini |

### Girone 2
| Squadra              | P.ti | G | V | N | P | GF | GS | DR |
| -------------------- | ---- | - | - | - | - | -- | -- | -- |
| 1. Lazio             | 6    | 4 | 2 | 2 | 0 | 3  | 1  | +2 |
| 2. Lanerossi Vicenza | 5    | 4 | 2 | 1 | 1 | 4  | 3  | +1 |
| 3. Bari              | 4    | 4 | 2 | 0 | 2 | 3  | 2  | +1 |
| 4. Bologna           | 3    | 4 | 0 | 3 | 1 | 2  | 3  | -1 |
| 5. Pistoiese         | 2    | 4 | 0 | 2 | 2 | 1  | 4  | -3 |

| Arbitro: | Prati (Parma) |

|  |           |              |
|  | Marcatori | 59’ Giordano |

| Arbitro: | Simini (Torino) |

|                |           |                       |
| Bellinazzi 82’ | Marcatori | 16’, 64’ (rig.) Rossi |

| Arbitro: | Mascia (Milano) |

|  |           |             |
|  | Marcatori | 62’ Gaudino |

| Roma 30 agosto 1978, ore 20:45 CEST 2ª giornata | Lazio            | 0 – 0 referto | Pistoiese | Stadio Olimpico\| Arbitro: \| Terpin (Trieste) \| |
| Arbitro:                                        | Terpin (Trieste) |               |           |                                                   |

| Arbitro: | Castaldi (Vasto) |

|                             |           |  |
| Frappampina 72’ Gaudino 79’ | Marcatori |  |

| Arbitro: | D'Elia (Salerno) |

|               |           |              |
| Prestanti 21’ | Marcatori | 78’ Mastalli |

| Arbitro: | Bergamo (Livorno) |

|            |           |              |
| Bordon 34’ | Marcatori | 55’ Giordano |

| Arbitro: | Lo Bello (Siracusa) |

|              |           |  |
| Guidetti 29’ | Marcatori |  |

| Arbitro: | Michelotti (Parma) |

|                 |           |  |
| Manfredonia 88’ | Marcatori |  |

| Pistoia 17 settembre 1978, ore 17:00 CEST 5ª giornata | Pistoiese       | 0 – 0 referto | Bologna | Stadio Comunale\| Arbitro: \| Milan (Treviso) \| |
| Arbitro:                                              | Milan (Treviso) |               |         |                                                  |

### Girone 3
| Squadra    | P.ti | G | V | N | P | GF | GS | DR |
| ---------- | ---- | - | - | - | - | -- | -- | -- |
| 1. Palermo | 7    | 4 | 3 | 1 | 0 | 8  | 4  | +4 |
| 2. Torino  | 4    | 4 | 2 | 0 | 2 | 8  | 8  | 0  |
| 3. Cesena  | 3    | 4 | 1 | 1 | 2 | 7  | 8  | -1 |
| 4. Brescia | 3    | 4 | 1 | 1 | 2 | 6  | 7  | -1 |
| 5. Verona  | 3    | 4 | 1 | 1 | 2 | 6  | 8  | -2 |

| Arbitro: | G.Panzino (Catanzaro) |

|            |           |                  |
| Silipo 79’ | Marcatori | 11’ Trevisanello |

| Arbitro: | Tonolini (Milano) |

|                              |           |                |
| Pulici 10’ Graziani 44’, 85’ | Marcatori | 53’ Speggiorin |

| Arbitro: | Reggiani (Bologna) |

|  |           |            |
|  | Marcatori | 19’ Pulici |

| Arbitro: | Facchin (Udine) |

|                |           |                                     |
| Ceccarelli 42’ | Marcatori | 53’ Montenegro 61’ (aut.) Benedetti |

| Arbitro: | Pieri (Genova) |

|            |           |                                         |
| Mozzini 3’ | Marcatori | 54’ Osellame 70’ Borsellino 74’ Arcoleo |

| Arbitro: | Redini (Pisa) |

|             |           |                                |
| Calloni 30’ | Marcatori | 65’ (rig.) Mutti 68’ Biancardi |

| Arbitro: | Mondoni (Milano) |

|                           |           |  |
| Rigo 23’ (aut.) Maddè 81’ | Marcatori |  |

| Arbitro: | Ballerini (La Spezia) |

|                  |           |           |
| Osellame 2’, 50’ | Marcatori | 30’ Mutti |

| Arbitro: | Patrussi (Arezzo) |

|                                          |           |                                 |
| Podavini 23’ Grop 48’ Iachini 80’ (rig.) | Marcatori | 15’, 29’ Zandoli 58’ Speggiorin |

| Arbitro: | Ciulli (Roma) |

|                                               |           |                                  |
| D'Ottavio 7’, 55’ Guidolin 9’ Bergamaschi 19’ | Marcatori | 15’ Iorio 20’ Pulici 85’ Bonesso |

### Girone 4
| Squadra      | P.ti | G | V | N | P | GF | GS | DR |
| ------------ | ---- | - | - | - | - | -- | -- | -- |
| 1. Catanzaro | 7    | 4 | 3 | 1 | 0 | 11 | 4  | +7 |
| 2. Milan     | 5    | 4 | 2 | 1 | 1 | 9  | 7  | +2 |
| 3. SPAL      | 4    | 4 | 2 | 0 | 2 | 6  | 6  | 0  |
| 4. Lecce     | 2    | 4 | 1 | 0 | 3 | 4  | 7  | -3 |
| 5. Foggia    | 2    | 4 | 1 | 0 | 3 | 2  | 8  | -6 |

| Arbitro: | Lanese (Messina) |

|                              |           |             |
| Ranieri 16’ Palanca 57’, 73’ | Marcatori | 45’ Cannito |

| Arbitro: | Ballerini (La Spezia) |

|                                |           |  |
| Gibellini 30’ Pezzato 36’, 82’ | Marcatori |  |

| Arbitro: | Longhi (Roma) |

|               |           |                  |
| Pirazzini 38’ | Marcatori | 43’, 47’ Palanca |

| Arbitro: | Benedetti (Roma) |

|                                   |           |                           |
| Biondi 36’ Magistrelli 69’ (rig.) | Marcatori | 10’ Rivera 14’, 64’ Bigon |

| Arbitro: | Tani (Livorno) |

|                                             |           |  |
| Palanca 10’ Improta 11’ Orazi 16’ Rossi 68’ | Marcatori |  |

| Arbitro: | Prati (Parma) |

|                                    |           |  |
| Maldera 37’ (rig.), 55’ Chiodi 48’ | Marcatori |  |

| Arbitro: | Mattei (Macerata) |

|             |           |  |
| Fiorini 48’ | Marcatori |  |

| Arbitro: | Menegali (Roma) |

|                                |           |             |
| Pezzato 24’, 88’ Gibellini 42’ | Marcatori | 85’ Maldera |

| Arbitro: | Mascia (Milano) |

|              |           |  |
| Pezzella 14’ | Marcatori |  |

| Arbitro: | Agnolin (Bassano del Grappa) |

|                           |           |                                |
| Chiodi 19’ (rig.) Bet 65’ | Marcatori | 59’ Ranieri 89’ (rig.) Palanca |

### Girone 5
| Squadra           | P.ti | G | V | N | P | GF | GS | DR |
| ----------------- | ---- | - | - | - | - | -- | -- | -- |
| 1. Perugia        | 6    | 4 | 2 | 2 | 0 | 7  | 1  | +6 |
| 2. Avellino       | 5    | 4 | 1 | 3 | 0 | 3  | 2  | +1 |
| 3. Udinese        | 4    | 4 | 1 | 2 | 1 | 3  | 2  | +1 |
| 4. Pescara        | 4    | 4 | 1 | 2 | 1 | 3  | 3  | 0  |
| 5. Sambenedettese | 1    | 4 | 0 | 1 | 3 | 1  | 9  | -8 |

| Arbitro: | Vitali (Bologna) |

|            |           |                     |
| Ferrari 8’ | Marcatori | 52’ (aut.) Zucchini |

| Arbitro: | Magni (Bergamo) |

|                              |           |  |
| De Bernardi 15’ Vagheggi 90’ | Marcatori |  |

| Arbitro: | Lanzafame (Taranto) |

|          |           |  |
| Massa 8’ | Marcatori |  |

| Arbitro: | Lanzetti (Viterbo) |

|                                    |           |  |
| Speggiorin 49’ Piacenti 70’ (aut.) | Marcatori |  |

| Arbitro: | Materassi (Firenze) |

|             |           |           |
| Catania 71’ | Marcatori | 66’ Roggi |

| Arbitro: | G.Panzino (Catanzaro) |

|                 |           |             |
| Vriz 83’ (rig.) | Marcatori | 12’ Vannini |

| Arbitro: | Paparesta (Bari) |

|                                                   |           |  |
| Casarsa 7’, 50’ (rig.) Goretti 26’ Speggiorin 57’ | Marcatori |  |

| Pescara 10 settembre 1978, ore 19:30 CEST 4ª giornata | Pescara           | 0 – 0 referto | Udinese | Stadio Adriatico\| Arbitro: \| Tonolini (Milano) \| |
| Arbitro:                                              | Tonolini (Milano) |               |         |                                                     |

| Napoli 17 settembre 1978, ore 17:00 CEST 5ª giornata | Avellino      | 0 – 0 referto | Perugia | Stadio San Paolo \| Arbitro: \| Longhi (Roma) \| |
| Arbitro:                                             | Longhi (Roma) |               |         |                                                  |

| Arbitro: | Terpin (Trieste) |

|  |           |                          |
|  | Marcatori | 35’ Di Michele 64’ Gamba |

### Girone 6
| Squadra      | P.ti | G | V | N | P | GF | GS | DR |
| ------------ | ---- | - | - | - | - | -- | -- | -- |
| 1. Napoli    | 6    | 4 | 2 | 2 | 0 | 4  | 2  | +2 |
| 2. Sampdoria | 5    | 4 | 2 | 1 | 1 | 7  | 5  | +2 |
| 3. Genoa     | 3    | 4 | 1 | 1 | 2 | 5  | 5  | 0  |
| 4. Rimini    | 3    | 4 | 1 | 1 | 2 | 7  | 8  | -1 |
| 5. Atalanta  | 3    | 4 | 1 | 1 | 2 | 6  | 9  | -3 |

| Arbitro: | Governa (Alessandria) |

|               |           |                                     |
| Garritano 47’ | Marcatori | 15’ Conti 80’ Rizzo 87’ Criscimanni |

| Arbitro: | Lo Bello (Siracusa) |

|                |           |                      |
| Pellegrini 10’ | Marcatori | 39’ (rig.) Bresciani |

| Arbitro: | Mattei (Macerata) |

|  |           |                     |
|  | Marcatori | 8’ (rig.) Bresciani |

| Arbitro: | Pieri (Genova) |

|             |           |                     |
| Ferrara 60’ | Marcatori | 35’, 38’ Pellegrini |

| Arbitro: | Milan (Treviso) |

|                           |           |                           |
| Musiello 25’ Grezzani 74’ | Marcatori | 36’ Gorin 82’ (aut.) Masi |

| Arbitro: | Menicucci (Firenze) |

|                                |           |                       |
| Bresciani 50’, 58’, 72’ Re 78’ | Marcatori | 80’ Pircher 82’ Rocca |

| Napoli 10 settembre 1978, ore 16:30 CEST 4ª giornata | Napoli        | 0 – 0 referto | Atalanta | Stadio San Paolo\| Arbitro: \| Prati (Parma) \| |
| Arbitro:                                             | Prati (Parma) |               |          |                                                 |

| Arbitro: | Governa (Alessandria) |

|             |           |                      |
| Chiorri 58’ | Marcatori | 7’ Tedoldi 68’ Fagni |

| Arbitro: | Celli (Trieste) |

|                                              |           |                  |
| Finardi 16’ Pircher 22’ Garritano 40’ (rig.) | Marcatori | 67’, 87’ Tedoldi |

| Arbitro: | Casarin (Milano) |

|  |           |             |
|  | Marcatori | 66’ Valente |

### Girone 7
| Squadra     | P.ti | G | V | N | P | GF | GS | DR |
| ----------- | ---- | - | - | - | - | -- | -- | -- |
| 1. Cagliari | 6    | 4 | 2 | 2 | 0 | 6  | 3  | +3 |
| 2. Varese   | 5    | 4 | 2 | 1 | 1 | 5  | 4  | +1 |
| 3. Ternana  | 4    | 4 | 1 | 2 | 1 | 1  | 1  | 0  |
| 4. Roma     | 4    | 4 | 2 | 0 | 2 | 6  | 7  | -1 |
| 5. Ascoli   | 1    | 4 | 0 | 1 | 3 | 2  | 5  | -3 |

| Arbitro: | Paparesta (Bari) |

|                 |           |          |
| Pruzzo 47’, 64’ | Marcatori | 36’ Moro |

| Terni 27 agosto 1978, ore 17:30 CEST 1ª giornata | Ternana          | 0 – 0 referto | Cagliari | Stadio Libero Liberati\| Arbitro: \| Colasanti (Roma) \| |
| Arbitro:                                         | Colasanti (Roma) |               |          |                                                          |

| Arbitro: | Patrussi (Arezzo) |

|             |           |           |
| Bellotto 4’ | Marcatori | 42’ Piras |

| Varese 30 agosto 1978, ore 21:00 CEST 2ª giornata | Varese            | 0 – 0 referto | Ternana | Stadio Franco Ossola\| Arbitro: \| Parussini (Udine) \| |
| Arbitro:                                          | Parussini (Udine) |               |         |                                                         |

| Arbitro: | Agate (Torino) |

|                         |           |             |
| Marchetti 39’ Ravot 81’ | Marcatori | 45’ Vailati |

| Arbitro: | Lops (Torino) |

|  |           |                   |
|  | Marcatori | 21’ Di Bartolomei |

| Arbitro: | Lanese (Messina) |

|  |           |             |
|  | Marcatori | 60’ De Rosa |

| Arbitro: | Lapi (Firenze) |

|                               |           |                                          |
| Di Bartolomei 28’, 60’ (rig.) | Marcatori | 46’ Montesano 81’ Doto 87’ Franceschelli |

| Arbitro: | D'Elia (Salerno) |

|                                         |           |            |
| Quagliozzi 1’ Brugnera 22’ Gattelli 82’ | Marcatori | 36’ Pruzzo |

| Arbitro: | Materassi (Firenze) |

|             |           |  |
| Vailati 76’ | Marcatori |  |

## Fase finale
L'Inter, in quanto detentrice del trofeo, è ammessa di diritto alla fase finale.

## Quarti di finale
| Squadra 1 | Totale          | Squadra 2 | Andata | Ritorno |
| --------- | --------------- | --------- | ------ | ------- |
| Palermo   | 0 - 0 (5-4 dcr) | Lazio     | 0 - 0  | 0 - 0   |
| Cagliari  | 2 - 3           | Catanzaro | 2 - 2  | 0 - 1   |
| Juventus  | 3 - 2           | Inter     | 3 - 1  | 0 - 1   |
| Napoli    | 2 - 1           | Perugia   | 2 - 1  | 0 - 0   |

### Tabellini
| Palermo 4 aprile 1979, ore 15:00 CET Quarti di finale - Andata | Palermo        | 0 – 0 referto | Lazio | Stadio La Favorita\| Arbitro: \| Pieri (Genova) \| |
| Arbitro:                                                       | Pieri (Genova) |               |       |                                                    |

| Arbitro: | Reggiani (Bologna) |

|                                                    |                      |                                                    |
| Giordano Viola D'Amico Cordova Cacciatori Tassotti | Tiri di rigore 4 – 5 | Brignani Conte Gasperini Arcoleo Chimenti Citterio |

| Arbitro: | Milan (Treviso) |

|                       |           |                         |
| Piras 21’ Bellini 51’ | Marcatori | 24’ Palanca 62’ Improta |

| Arbitro: | Redini (Pisa) |

|             |           |  |
| Palanca 49’ | Marcatori |  |

| Arbitro: | D'Elia (Salerno) |

|                                  |           |                      |
| Tardelli 29’ Brio 51’ Causio 89’ | Marcatori | 69’ (rig.) Altobelli |

| Arbitro: | Benedetti (Roma) |

|                   |           |  |
| Furino 70’ (aut.) | Marcatori |  |

| Arbitro: | Benedetti (Roma) |

|                        |           |               |
| Tesser 81’ Filippi 88’ | Marcatori | 54’ Dal Fiume |

| Perugia 9 maggio 1979, ore 21:00 CET Quarti di finale - Ritorno | Perugia           | 0 – 0 referto | Napoli | Stadio Renato Curi\| Arbitro: \| Bergamo (Livorno) \| |
| Arbitro:                                                        | Bergamo (Livorno) |               |        |                                                       |

## Semifinali
| Squadra 1 | Totale | Squadra 2 | Andata | Ritorno |
| --------- | ------ | --------- | ------ | ------- |
| Catanzaro | 3 - 5  | Juventus  | 1 - 1  | 2 - 4   |
| Palermo   | 2 - 1  | Napoli    | 0 - 0  | 2 - 1   |

### Tabellini
| Arbitro: | Agnolin (Bassano del Grappa) |

|                    |           |             |
| Gentile 62’ (aut.) | Marcatori | 16’ Bettega |

| Arbitro: | Menicucci (Firenze) |

|                                                       |           |                         |
| Cabrini 55’ (rig.) Tardelli 69’ Causio 80’ Virdis 87’ | Marcatori | 71’ Sabadini 84’ Groppi |

| Palermo 23 maggio 1979, ore 16:30 CET Semifinali - Andata | Palermo       | 0 – 0 referto | Napoli | Stadio La Favorita\| Arbitro: \| Ciulli (Roma) \| |
| Arbitro:                                                  | Ciulli (Roma) |               |        |                                                   |

| Arbitro: | Longhi (Roma) |

|             |           |                   |
| Savoldi 43’ | Marcatori | 10’, 61’ Citterio |

## Finale
| Squadra 1 | Risultato   | Squadra 2 |
| --------- | ----------- | --------- |
| Juventus  | 2 - 1 (dts) | Palermo   |

| Arbitro: | Barbaresco (Cormons) |

| |            | |
| Brio 83’ Causio 117’ | Marcatori  | 1’ Chimenti |
| · Dino Zoff · Claudio Gentile · Antonio Cabrini · Giuseppe Furino (c) · 49’ Francesco Morini · Gaetano Scirea · Franco Causio · Marco Tardelli · 49’ Pietro Paolo Virdis · Romeo Benetti · Roberto Bettega · Sostituzioni · 49’Sergio Brio · 49’Roberto Boninsegna | Formazioni | · Lorenzo Frison · Giovanni Gregorio · Filippo Citterio · Francesco Brignani · Mauro Di Cicco · Fausto Silipo (c) · Riccardo Maritozzi · Pasqualino Borsellino 76’ · Vito Chimenti 46’ · Guido Magherini · Andrea Conte · Sostituzioni · Carlo Osellame 46’ · Ignazio Arcoleo 76’ |
| Giovanni Trapattoni | Allenatori | Fernando Veneranda |

## Capocannoniere

Massimo Palanca, capocannoniere della Coppa Italia 1978-79

- Massimo Palanca (8 reti, Catanzaro)